# Five Guys

Mapa państw, gdzie istnieją działające restauracje sieci Five Guys

Five Guys Burgers and Fries – amerykańska sieć restauracji typu fast food serwująca głównie hamburgery i frytki.

## Historia
Pierwsza restauracja sieci powstała w roku 1986 w Arlington. W 2002 r. Five Guys posiadało 5 lokali w północnej Wirginii, a w marcu 2007 r. liczba ta wynosiła 150 lokali na wschodnim wybrzeżu USA, od Florydy aż po Connecticut. 
Five Guys przez sześć kolejnych lat było typowane jako „Number 1 Burger” (Burger numer 1) na łamach pisma Washingtonian.